# Puerto Lumbreras
Puerto Lumbreras és un municipi de la Comunitat Murciana, a la vora de la rambla Nogalte, en la comarca de l'Alt Guadalentí. Compte amb 12.757 habitants segons el cens de 2005. Destaca en la seva economia el sector serveis; concretament, l'hostaleria, la ceràmica i altres manifestacions d'artesania popular. Va ser bressol del pintor José Luis Túnez, marquès de l'Esparragal (1808-1900).
És un punt de referència en el trajecte que uneix Catalunya i el País Valencià amb Andalusia, a través de la E-15. Compta amb un parador de turisme.
Pertany al partit judicial de Llorca, juntament amb la resta de la comarca a la qual pertany.

## Entorn geogràfic
Puerto Lumbreras està situat en la comarca de l'Alt Guadalentí, al sud-oest de la Regió de Múrcia.
Es distingeixen dos tipus de paisatges:
- La muntanya, sent el Cabezo de la Jara la forest més elevada del terme municipal amb una altitud de 1.242 metres sobre el nivell del mar, fet que el converteix en un dels cims més elevats de tota la Regió de Múrcia.
- Lavall, on cap citar els plans de l'Esparragal i Puerto Adentro.

Entre ambdós es troben diverses rambles, sent la de Nogalte la de major importància.

### Municipis limítrofs
Puerto Lumbreras limita:
- Al nord, est i sud amb: Llorca, dins de la Regió de Múrcia.
- A l'oest amb: Huércal-Overa, que pertany a la província d'Almeria, Andalusia.

## Història
Existeixen jaciments que revelen que l'actual emplaçament de Puerto Lumbreras ja va estar habitat durant l'època argàrica. Posteriorment va quedar quasi despoblat durant l'època romana, perquè la Via Augusta no passava pel mateix.
Va haver-hi nous assentaments de població durant l'època de dominació àrab, període en el qual es va construir el castell de Nogalte. Després de la reconquesta, la zona va tornar a quedar despoblada.
A partir del segle xvi va començar a existir una població estable, sempre depenent de la veïna ciutat de Llorca. En el segle xviii el poble va créixer, va nàixer la denominació de Puerto Lumbreras i el Cardenal Belluga va ordenar l'edificació de l'Església de La nostra Senyora del Rosari.